# Vem dömer Amy?
Vem dömer Amy? (originaltitel: Judging Amy) är en amerikansk drama-TV-serie som ursprungligen sändes på kanalen CBS från den 19 september 1999 till den 3 maj 2005.
Huvudpersonen Amy Gray (spelad av Amy Brenneman) är en jurist med examen från Harvard Law School som efter separationen med sin make i New York flyttar tillbaks till hemstaden Hartford, Connecticut och arbetar där som domare i familjerättsfrågor. Serien handlar om hennes liv, både i arbetet och privat som ensamstående mor.

## Medverkande

### Huvudpersoner
- Amy Brenneman – Amy Gray
- Dan Futterman – Vincent Gray
- Richard T. Jones – Bruce Calvin van Exel
- Jessica Tuck – Gillian Gray
- Marcus Giamatti – Peter Gray
- Karle Warren – Lauren Cassidy
- Tyne Daly – Maxine Gray
- Jillian Armenante – Donna Kozlowski
- Timothy Omundson – Sean Potter
- Kevin Rahm – Kyle McCarthy